# فريدريك غامبل
فريدريك غامبل (بالإنجليزية: Frederick Gamble)‏ (29 مايو 1905 بتشارينغ كروس في المملكة المتحدة - 15 مايو 1965 في المملكة المتحدة) هو لاعب كركيت ولاعب كرة قدم بريطاني (وحمل سابقاً جنسية المملكة المتحدة لبريطانيا العظمى وأيرلندا) في مركز الهجوم. لعب مع نادي برينتفورد ونادي مقاطعة سري للكريكت ‏ وDevon County Cricket Club ‏.

## وصلات خارجية
- فريدريك غامبل على موقع إي آس بي آن كريك إنفو (الإنجليزية)